# Thierry Aprile
 (mai 2023).
Si vous disposez d'ouvrages ou d'articles de référence ou si vous connaissez des sites web de qualité traitant du thème abordé ici, merci de compléter l'article en donnant les références utiles à sa vérifiabilité et en les liant à la section « Notes et références ».
Œuvres principales
Sur les traces d'Aladdin
Sur les traces de Louis XIV
Thierry Aprile, né le 14 janvier 1961 à Arras et mort le 25 mars 2013 à Paris, est un écrivain de livres pour enfants, historien et professeur d'histoire français.

## Biographie
Il est écrivain-historien pour enfants pendant plus de 25 ans.
Atteint d'un cancer, il meurt le 25 mars 2013. Il est incinéré au crématorium du cimetière du Père-Lachaise à Paris et les cendres sont remises à sa famille.
Il fut membre du Comité de vigilance face aux usages publics de l'histoire.

## Publications
- Thierry Aprile et François Place, Sur les traces d'Aladdin, Gallimard Jeunesse, 2001.
- Thierry Aprile et François Place, Sur les traces des pirates, Gallimard Jeunesse, 2003.
- Thierry Aprile, Nicolas Thers et Nicolas Wintz, Pendant la Grande Guerre : Rose, France, 1914-1918, Gallimard Jeunesse, 2004.
- Thierry Aprile, Marie-Thérèse Davidson et Christian Heinrich, Sur les traces des esclaves, Gallimard Jeunesse, 2004.
- Thierry Aprile, Emmanuelle Étienne, Antoine Ronzon et Luc Favreau, Pendant la Révolution industrielle : Joseph, Le Creusot, 1868-1872, Gallimard Jeunesse, 2005.
- Thierry Aprile et Antoine Ronzon, Sur les traces de Louis XIV, Gallimard Jeunesse, 2006.